# Isaac Mamott
Isaac Mamott (* 25. April 1907 in Luzk; † 5. April 1964 in Toronto) war ein kanadischer Cellist und Musikpädagoge.

## Leben
Mamott kam im Alter von sechs Jahren nach Winnipeg. Er hatte dort zunächst Violin- und Klavierunterricht, studierte dann Cello bei Dezsö Mahalek und debütierte 1922 im Rundfunk als Cellist. Nachdem er einem Streichquartett mit Joseph Shadwick, John Sutter und Eugene Hudson angehört hatte, gründete er das Tudor String Quartet (mit Eugene Hudson, später Valberg Leland, Joseph Sera und Michael Barten), das zehn Jahre lang beim Sender Winnipeg der CBC auftrat. Daneben hatte er auch Soloprogramme im Rundfunk.
1950 ging er nach Toronto und war dort von 1941 bis 1950 Mitglied (ab 1943 Erster Cellist) der Toronto Symphony Orchestra. 1943 gehörte er zu den Gründungsmitgliedern des Parlowc String Quartet (mit Kathleen Parlow, Samuel Hersenhoren und John Dembeck), dem er bis 1958 angehörte. Außerdem war er von 1952 bis 1964 Erster Cellist des CBC Symphony Orchestra, trat 1953 als Festivaltrio mit Albert Pratz und Glenn Gould beim Stratford Festival auf und war Mitglied von Heinz Ungers York Concert Society Orchestra.
1950 spielte Mamott mit dem Pianisten Leo Barkin die Uraufführung von John Weinzweigs Sonate Israel. Von 1942 bis 1964 unterrichtete er Cello am Royal Conservatory of Music in Toronto. Dort waren u. a. William Findlay, James Hunter, Ronald Laurie, und Rowland Pack seine Schüler. Mamott starb während der Schlussakkorde einer Aufführung von Richard Strauss’ Also sprach Zarathustra mit dem CBC Symphony Orchestra, bei der er die Cello-Solopartien gespielt hatte.

## Quelle
- Isaac Mamott. In:  Encyclopedia of Music in Canada. herausgegeben von The Canadian Encyclopedia (englisch, französisch).

| Personendaten    | Personendaten                         |
| ---------------- | ------------------------------------- |
| NAME             | Mamott, Isaac                         |
| KURZBESCHREIBUNG | kanadischer Cellist und Musikpädagoge |
| GEBURTSDATUM     | 25. April 1907                        |
| GEBURTSORT       | Luzk                                  |
| STERBEDATUM      | 5. April 1964                         |
| STERBEORT        | Toronto                               |